# Tatort: Borowski und der Engel
Borowski und der Engel ist ein Fernsehfilm aus der Krimireihe Tatort und wurde am 29. Dezember 2013 auf Das Erste erstgesendet, nachdem er zuvor bereits am 3. Oktober 2013 beim Filmfest Hamburg uraufgeführt worden war. Er ist der 22. Fall von Klaus Borowski und der Kieler Ermittler bekommt es mit einer jungen Frau zu tun, die vorsätzlich einen schweren Unfall verursacht, um sich als rettender Engel öffentlich feiern zu lassen. Als ihr das Szenario und die Folgen über den Kopf wachsen, gelingt es Borowski, sie zu entlarven.
Mit dieser Episode feiert der Borowski-Tatort sein zehnjähriges Bestehen.

## Handlung
Die Altenpflegerin Sabrina Dobisch betreut den alten Herrn Kellermann. Nachdem dieser einen Albtraum hat oder aufgrund seiner gesundheitlichen Verfassung in Atemnot gerät, versorgt sie ihn mit Sauerstoff, streichelt ihn zärtlich und legt sich neben ihn mit einem glücklichen Gesichtsausdruck ins Bett. Kellermann wacht auf und stößt Sabrina unwirsch aus dem Bett.
Daraufhin verlässt Sabrina das Zimmer und schaut Fernsehen. Als er später nach ihr ruft, findet sie das Fernsehprogramm, von dem sie sich anscheinend regelmäßig in eine Traumwelt entführen lässt, wichtiger. Als sie dann doch nach Kellermann sieht, liegt er tot im Bett.
Kurz darauf geht sie mit Kellermanns Katze, die sie in einer geschlossenen Tasche transportiert, auf die Straße und lässt sie gerade in dem Augenblick laufen, als ein Auto kommt. Die Autofahrerin will dem Tier ausweichen und fährt dabei in das Schaufenster eines Blumengeschäftes, in welchem der junge Pianist Christian van Meeren gerade Blumen für seinen Freund gekauft hat und nun von dem Wagen erfasst wird. Während alle Passanten geschockt am Unfallort verharren, ergreift Sabrina Dobisch als einzige die Initiative und versucht, den Unfallopfern zu helfen. Dabei nimmt sie das Handy des Pianisten, der noch am Unfallort verstirbt, heimlich an sich. Obwohl ihr der Tod des jungen Mannes nicht gleichgültig zu sein scheint, macht sie bei der Polizei bewusst falsche Angaben zum Unfallhergang: Während die Autofahrerin Doris Ackermann von einer Katze spricht, der sie ausweichen wollte, leugnet Sabrina Dobisch die Anwesenheit einer solchen. Dem jungen Beamten gegenüber behauptet sie sogar, der Pianist habe noch geäußert: „Sie will mich töten“, und habe dabei zu der Autofahrerin geschaut.
In der Öffentlichkeit lässt sich Sabrina Dobisch als Heldin feiern und genießt die öffentliche Aufmerksamkeit. Borowski beginnt aufgrund ihrer Anschuldigung die Ermittlung gegen die Immobilienmaklerin Doris Ackermann. In deren Unfallwagen findet sich nicht nur eine leere Flasche Sliwowitz, sondern im Handschuhfach auch eine nicht registrierte Pistole. Dennoch findet Borowski den Tatablauf seltsam, schließlich konnte Doris Ackermann nicht wissen, wann der Pianist aus dem Blumenladen kommen würde. Als Borowski sie darauf anspricht, gibt sie an, dass die Zeugin lüge. Es sei wirklich ein bedauernswerter Unfall gewesen. Dass sie tags zuvor auf dem Konzert des jungen Mannes war und dessen Vater, Felix van Meeren, die Bank besitzt, die gerade einen hohen sechsstelligen Betrag von ihr fordert, hält sie für einen Zufall. Sie sei keine Mörderin, und Borowski (der sich persönlich für sie zu interessieren beginnt) glaubt ihr.
Doris Ackermann will Sabrina Dobisch zu Rede stellen. Sie will wissen, warum sie solche Lügen über sie verbreite. Sie will ihr Geld bieten, doch im Streit stürzt Ackermann so unglücklich, dass sie bewusstlos ins Wasser fällt und ertrinkt. Sabrina Dobisch steht regungslos daneben und unternimmt nichts, um ihr zu helfen. Als Borowski am Abend noch einmal zu Doris Ackermann gehen will, trifft er sie nicht an und auch per Handy meldet sich nur die Mailbox. Widerwillig lässt er sie zur Fahndung ausschreiben, da davon auszugehen ist, dass sie flüchtig ist. Er überlegt, für Sabrina Dobisch Personenschutz zu beantragen, da sie möglicherweise in Gefahr ist. Borowski zweifelt trotzdem an deren Aussagen, da seiner Recherche nach der Ablauf nach dem Unfall so nicht gewesen sein kann, wie Sabrina Dobisch ihn darzulegen versucht: Nach dem Obduktionsbericht hätte Christian van Meeren aufgrund seiner Verletzungen am Brustkorb gar nicht mehr sprechen können.
Sabrina Dobisch startet eine weitere Phase ihrer Inszenierung. Sie begibt sich zu den Eltern des Toten und gibt sich als dessen Freundin aus. Aufgrund der Aufnahmen im Handy kennt sie Details aus seinem Leben und die Eltern schöpfen keinen Verdacht. Zu allem Überfluss erklärt sie auch noch, schwanger zu sein, und lässt sich von van Meeren als persönliche Krankenpflegerin einstellen, da er krankheitsbedingt pflegebedürftig ist.
Auf van Meerens Beerdigung kommt Borowski mit André Rosenthal in Kontakt. Er ist Christians Freund, für den dieser die Blumen gekauft hatte. Rosenthal hat Sabrina Dobisch schnell durchschaut und meint: „Sie bohrt sich in die Familie wie eine Hyäne ins Aas“. Das gibt auch dem Ermittler zu denken und er recherchiert in Dobischs Umfeld. Dabei stellt er fest, dass zwei Stunden vor dem Unfall ihr Patient Kellermann gestorben ist und in seiner Wohnung einiges auf eine schwarze Katze hindeutet, die aber nicht aufzufinden ist.
Inzwischen begibt sich André Rosenthal zu Sabrina Dobisch. Vor ihren Augen mixt er sich einen Milchshake mit Erdnüssen, auf die er wissentlich hochgradig allergisch ist. Schon bald nach der Einnahme erleidet er einen anaphylaktischen Schock und stirbt. Dobisch will die Leiche schnellstmöglich aus ihrer Wohnung schaffen, setzt sie in einen Rollstuhl und fährt sie, den Hut tief ins Gesicht gezogen, durch die Stadt bis an den Nord-Ostsee-Kanal, in den sie Rosenthal samt Rollstuhl und ihrer Tasche, in der sie die Katze transportiert hatte, hineinstürzen lässt.
Borowski versucht, Dobisch mit einem Trick zu überführen: Er kauft eine Tasche, die genau der entspricht, die sie an dem Unfalltag dabei hatte (wie Filmaufnahmen der Reporter vor Ort belegen) und behauptet, diese Tasche gefunden zu haben. Zunächst leugnet sie, dass es ihre Tasche sei. Als Borowski behauptet, dass auch Katzenhaare in der Tasche nachgewiesen wurden und Kellermann ja eine Katze hatte, gibt sie zu, dass das „alles einfach nur so passiert“ sei. Borowski spricht sie auch auf Rosenthal an, woraufhin sie den Ablauf so schildert, wie er tatsächlich gewesen ist, aber Borowski glaubt ihr nicht. Zwar findet sich Rosenthals Leiche im Kanal, aber da ein Selbstmord in dieser Weise sehr unwahrscheinlich ist, wird Sabrina Dobisch später des Mordes tatsächlich schuldig gesprochen.

## Hintergrund
Der Film wurde von der Nordfilm GmbH und dem Norddeutschen Rundfunk unter dem Arbeitstitel Borowski und der Engel des Todes produziert und in Pinneberg und der Umgebung von Kiel gedreht.
Aufgrund einer Einblendung beim Abspann: „Sabrina Dobisch wurde wegen Mordes an André Rosenthal zu einer lebenslangen Freiheitsstrafe verurteilt. Die Leiche von Doris Ackermann wurde niemals gefunden.“ wird der Eindruck gewonnen, dass es sich hier um einen realen Fall gehandelt haben könnte. Dieses Stilmittel wurde nur benutzt, um die Geschichte aufzulösen.
Der Krimi beruht nicht auf einer wahren Begebenheit.

## Rezeption

### Einschaltquoten
Die Erstausstrahlung von Borowski und der Engel am 29. Dezember 2013 wurde in Deutschland insgesamt von 8,73 Millionen Zuschauern gesehen und erreichte einen Marktanteil von 25,2 Prozent für Das Erste.

### Kritik
Die Kritiken zu diesem Jubiläumstatort aus Kiel sind durchweg positiv. Rainer Tittelbach von tittelbach.tv urteilt: „‚Der Tatort – Borowski und der Engel‘ ist weniger Ermittlungskrimi als ein spannendes Porträt einer Borderline-Persönlichkeit und ein raffinierter Diskurs über das Böse und wie es in die Welt kommt. Arangos irrwitzige Story hebelt nicht nur die Mythen des TV-Krimis aus, auch Regisseur Kleinert macht deutlich, was er liebt: das Kino und seine Schauspieler. Lavinia Wilson stilisiert er zur Ikone postmoderner Weiblichkeit. Große Fernsehkrimi-Kunst!“
Holger Gertz von der Süddeutschen.de meint: „Dieser letzte Tatort des Jahres ist zugleich einer der besten, was nicht überrascht, weil Sascha Arango das Buch geschrieben hat. […] Arangos Tatorte sind interne Ermittlungen der Seele […][und ‚Borowski und der Engel‘ ist] eine grandiose Philosophie über Gut und Böse; über Schein und Sein mit Lavinia Wilson in der Hauptrolle, die einem lange in Erinnerung bleiben wird. Wenn die ARD die Tatort-DVDs nicht so lieblos und ohne erkennbare Struktur in die Läden brächte, sollte sie Arangos Borowskis als Box veröffentlichen. Als Anschauungsmaterial dafür, wie man das macht: Geschichten erzählen. “
Christian Buß bei Spiegel Online ist sehr angetan und schreibt: „Der Film folgt seiner kranken Heldin bedingungslos, registriert dabei noch die monströseste Wendung in dem (zugegeben: überspannten) Plot mit Witz und Zärtlichkeit. Love is in the air, egal wie krank sie auch sein mag. Sogar Kommissar Borowski führt sich in dem ungewohnt warmen Klima ganz keck auf. Ach, was für ein kostbarer seltener sommerlicher Augenblick im nordischsten aller ‚Tatort‘-Reviere. Nächstes Mal darf es von uns aus dann gerne wieder schneien.“
Bei Stern.de stellt Dominik Brück fest: „Am Ende wandert jemand für etwas ins Gefängnis, das er gar nicht getan hat. Das ist ungewöhnlich für einen ‚Tatort‘ - macht den neuesten Fall des Kieler Kommissars Klaus Borowski (Axel Milberg) aber so gut. Die Handlung bewegt sich abseits des üblichen Krimi-Schemas ‚Polizei jagt Verbrecher, Polizei schnappt Verbrecher‘. Bis zum Ende ist der Zuschauer sich unsicher, wer der Schuldige sein soll oder ob es überhaupt einen Schuldigen gibt. ‚Der Feind eines Mörders ist das Detail, das unbedachte Wort. Der unscheinbare Fehler, der alles zunichte macht‘, erklärt Borowski einigen Studenten gleich zu Beginn. Gleichzeitig fragt er: ‚Warum morden wir nicht? Steckt das Böse nicht auch in uns?‘ - eine Frage, die den Zuschauer die ganze Folge über beschäftigen wird.“
Die Kritiker der Fernsehzeitschrift TV Spielfilm beurteilen diesen „psychologisch abgründigen Ausnahmekrimi“: „In diesem subtilen Krimi weiß der Zuschauer zwar stets Bescheid, dennoch bleibt die Schuldfrage der komplex angelegten ‘Täterin’ in der Schwebe. Und das Finale ist grandios!“

## Auszeichnungen
Der Tatort: Borowski und der Engel war für den Grimme-Preis 2014 nominiert, wurde bei der Vergabe jedoch nicht berücksichtigt.